# Kirill Michailowitsch Sweschnikow
Kirill Michailowitsch Sweschnikow (russisch Кирилл Михайлович Свешников; * 10. Februar 1992 in Sankt Petersburg) ist ein russischer Radrennfahrer.

## Karriere
Kirill Sweschnikow wurde 2010 Europameister der Junioren auf der Bahn in der Mannschaftsverfolgung. Dazu kam noch Silber im Punktefahren und Silber im Madison. Bei der Weltmeisterschaft der Junioren auf der Bahn 2010 folgten Silber im Madison und Bronze im Punktefahren. 2011 folgte dann bei der Europameisterschaft der U23 auf der Bahn der Titel in der Mannschaftsverfolgung. 2012 gewann er in Peking den Bahnrad-Weltcup im Scratch. Im Oktober wurde er Zweiter bei den UEC-Bahn-Europameisterschaften 2012 im Punktefahren. Bei den UCI-Bahn-Weltmeisterschaften 2013 kam Bronze im Punktefahren hinzu.
2014 machte er dann sich auf der Straße auf sich aufmerksam. Er gewann eine Etappe beim Etappenrennen Troféu Joaquim Agostinho in Portugal. Zudem wurde er aufgrund eines positiven Dopingtests, der während der russischen Bahnradmeisterschaften stattfand, kurzfristig suspendiert. 2015 siegte Sweschnikow beim Bahnrad-Weltcup in Cali in der Mannschaftsverfolgung. 2016 wechselte er zu RusVelo. Bei der Settimana Internazionale 2016 in Italien gewann er das Mannschaftszeitfahren.
Sweschnikow war für die Teilnahme an den Olympischen Spielen in Rio de Janeiro nominiert, wurde dann aber zusammen mit Dmitri Strachow und Dmitri Sokolow ausgeschlossen, nachdem ihre Namen im McLaren Report über das systematische Doping von russischen Sportlern aufgelistet waren. Einsprüche der Sportler gegen diesen Ausschluss beim Internationalen Sportgerichtshof (CAS) blieben erfolglos. Im September 2017 reichten die drei Sportler gegen McLaren, die Welt-Anti-Doping-Agentur WADA sowie den russischen Laborleiter Grigori Rodtschenkow vor dem Ontario Superior Court (McLaren ist Kanadier) Klage ein und forderten sieben Millionen Dollar Schmerzensgeld. Das Ausschluss sei einer überhasteten Untersuchung geschuldet und habe ihrem Ruf großen Schaden zugefügt.
Bei der Vuelta a Castilla y León 2018 wurde er auf den ersten beiden Etappen jeweils Etappenfünfter. Auf der Bahn sicherte er sich den russischen Meistertitel im Omnium.

## Erfolge

### Straße
2010
- eine Etappe Vuelta al Besaya

2011
- Gesamtwertung Tour de La Corogne

2014
- eine Etappe Troféu Joaquim Agostinho

2016
- Mannschaftszeitfahren Settimana Internazionale

### Bahn
2010
- Junioren-Europameister – Mannschaftsverfolgung (mit Roman Iwlew, Pawel Karpenkow und Jewgeni Schalunow)
- Junioren-Europameisterschaft – Punktefahren, Madison (mit Roman Iwlew)
- Weltmeisterschaft – Madison (Junioren)
- Weltmeisterschaft – Punktefahren (Junioren)

2011
- U23-Europameister – Mannschaftsverfolgung (mit Roman Iwlew, Pawel Karpenkow und Jewgeni Schalunow)
- Bahnrad-Weltcup Astana – Madison

2012
- Bahnrad-Weltcup Peking – Scratch
- Bahnrad-Weltcup London – Punktefahren
- Europameisterschaft – Punktefahren

2013
- Weltmeisterschaft – Punktefahren
- Bahnrad-Weltcup Guadalajara – Punktefahren

2014
- U23-Europameisterschaft – Einerverfolgung

2015
- Bahnrad-Weltcup Cali – Mannschaftsverfolgung

2018
- Russischer Meister – Omnium

2020
- Russischer Meister – Zweier-Mannschaftsfahren (mit Lew Gonow)

## Teams
- 2012 Lokosphinx
- 2013 Lokosphinx
- 2014 Lokosphinx
- 2015 Lokosphinx
- 2016 Gazprom-RusVelo
- 2017 Gazprom-RusVelo
- 2018 Lokosphinx
- 2019 Lokosphinx